# Babín
Babín je naseljeno mjesto u Námestovo u Žilinskom kraju u Slovačkoj.

## Stanovništvo
| Godina:     | 1993. | 2003.   | 2013.   | 2023.   |
| ----------- | ----- | ------- | ------- | ------- |
| Broj ljudi: | 1302  | 1399    | 1414    | 1444    |
| Razlika:    |       | +7,45 % | +1,07 % | +2,12 % |

| Godina:     | 2022. | 2023.   |
| ----------- | ----- | ------- |
| Broj ljudi: | 1443  | 1444    |
| Razlika:    |       | +0,06 % |

Prema podatcima o broju stanovnika iz 2023. godine naselje je imalo 1444 stanovnika.

## Vanjske poveznice
|  | Zajednički poslužitelj ima još gradiva o temi Babín |

- Službena stranica naselja (sl.)